# Sugeree
Die Sugeree (auch als Sagaree, Sataree, Suturee, Sugau, Sugan und Sagan bezeichnet) waren ein Stamm nordamerikanischer Ureinwohner, die am Ufer und in der Region um den Sugar Creek in den heutigen Countys York in South Carolina und Mecklenburg in North Carolina, südlich der Stadt Charlotte im Südosten der Vereinigten Staaten beheimatet waren.
Der Forscher Frank Speck, der die Sprache der Catawba eingehend untersucht hat, hält den Namen des Stammes für eine Ableitung des Catawba-Wortes yensr grihere, was "verdorbene Menschen" oder "vom Fluss, dessen Wasser man nicht trinken kann" bedeuten kann.
Über die Sugeree ist nur sehr wenig bekannt. Obwohl kein Wort ihrer Sprache überliefert ist, wird davon ausgegangen, dass sie zur indigenen Sprachfamilie der Sioux gehörten und eng mit den Catawba, möglicherweise noch enger mit den Shakori verwandt waren. Über die Bevölkerungszahl gibt es keine zuverlässige Schätzung, es wird tradiert, dass sie viele Dörfer bewohnten, aber keiner der Ortsnamen wurde überliefert. Der Anthropologe James Mooney zählte sie zu den Gruppe der Catawba, die er auf 5000 Menschen schätzte. Lawson erwähnt die Sugaree 1701, weitere Hinweise auf den Stamm und seine Herkunft gibt es bis dahin nicht.
Es wird davon ausgegangen, dass die Sugeree oder Suturee, wie sie ab 1715 auch genannt wurden, am Yamasee War beteiligt waren und sich nach einer deutlichen Dezimierung im Verlauf des Krieges den Catawba angeschlossen haben. Heute erinnert der Name des Bachlaufes, an dem die Sugeree siedelten, der Sugar Creek, an die ehemaligen Bewohner der Region.